# Myotis bucharensis
Myotis bucharensis is een zoogdier uit de familie van de gladneuzen (Vespertilionidae). De wetenschappelijke naam van de soort werd voor het eerst geldig gepubliceerd door Kuzyakin in 1950.

## Voorkomen
De soort komt voor in Afghanistan en Kirgizië.